# Das eigensinnige Kind
Das eigensinnige Kind ist eine Sage (ATU 760**). Sie steht in den Kinder- und Hausmärchen der Brüder Grimm an Stelle 117 (KHM 117). In der 1. Auflage lautete der Titel Von einem eigensinnigen Kinde.

## Inhalt
Weil ein Kind seiner Mutter nicht folgt, lässt Gott es unheilbar erkranken. Im Grab streckt es immer sein Ärmchen hervor und findet erst Ruhe, nachdem die Mutter mit der Rute daraufschlägt.

## Deutungen

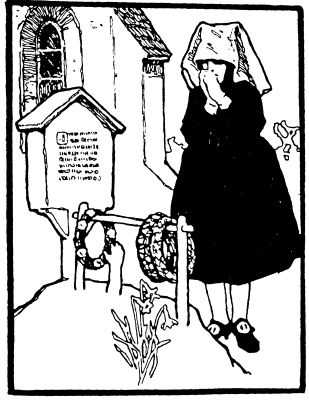
Illustration von Otto Ubbelohde, 1909

Wie bei vielen Märchen gibt es auch zu diesem verschiedene Deutungsversuche. Dabei wird z. B. das Kind des Märchens als Ergebnis einer missglückten Erziehung gedeutet, dessen Wille gebrochen wurde, das sich daraufhin "tot" stellt bzw. sich passiv und unselbständig verhält.
Es dürfte aber ursprünglich als Warnsage vor ungeratenen Kindern gemeint sein, wofür es viele Beispiele in Predigtsammlungen gibt (vgl. Spr 13,24 ; 4. Gebot). Dass Kindern, die die Eltern schlagen, die Hand aus dem Grab wächst, war ein weitverbreiteter Glaube (vgl. Hans Sachs Bd. 5, Nr. 811; Brentanos Wunderhorn Nr. 226a).
Vgl. KHM 43 Frau Trude, KHM 109 Das Totenhemdchen, KHM 145 Der undankbare Sohn, KHM 154 Der gestohlene Heller; aus Grimms Deutsche Sagen Nr. 137 Der Riesenfinger.

## Parodie
Melanie Tems Short Story vergleicht das Märchen mit einem psychisch kranken Kind.